# Oksana Chvostenko
Oksana Jurijivna Chvostenko, (ukrainska: Оксана Юріївна Хвостенко), född 27 november 1977 i Tjernihiv i Ukrainska SSR i Sovjetunionen (nu Ukraina), är en ukrainsk tidigare skidskytt. 
Chvostenko gjorde sin första start i världscupen 2000 och den första segern kom i Pokljuka under säsongen 2006/2007. Chvostenko har deltagit i tre olympiska spel och hennes individuellt bästa resultat kom i distanstävlingen vid OS 2010 där hon slutade på 8:e plats. I VM-sammanhang har Chvostenko tre medaljer. Dels silver i stafett från VM 2003 och dels två bronsmedaljer i sprint och i distans från VM 2008 i Östersund.